# 九条道弘
九条 道弘（くじょう みちひろ、1933年〈昭和8年〉12月13日 - 2017年〈平成29年〉9月16日）は、日本の神職、平安神宮名誉宮司。
五摂家の一つ、元公爵九条家の第34代当主。子に九条道成。第125代天皇・明仁（現・上皇）は再従弟に当たり、自身の誕生から10日後に誕生している。

## 人物
1933年、東京府で公爵・九条道秀の長男として生まれる。学習院初等科、学習院中等科、学習院高等科を経て、関西学院大学文学部卒業。文化放送勤務。
1973年、神職に就く。平安神宮第14代宮司（1991年 - 2017年4月）。2002年、神職身分特級（神職身分の最高位）。藤裔会会長。
平安神宮宮司在任中の1994年には、平安神宮鎮座百年祭を執り行った。2010年に、平安神宮大極殿、蒼龍楼、應天門などが重要文化財に指定されている。

## 親族
- 父：九条道秀
- 母：九条文子（島津忠麿次女）[1]
- 妻：九条千鶴子
- 長男：九条道成
- 大叔母：貞明皇后（大正天皇后）